# 佐治亚军事学院 (GMI)
佐治亚军事学院（英語：Georgia Military Institute），于1851年在美国佐治亚州玛丽埃塔市创校。南北战争期间，该校学员团曾被编为一个营加入美利坚联盟国陆军（邦联）参与亚特兰大战役。然而，邦联军队于此役败北，联邦军随后火烧亚特兰大，佐治亚军事学院的校园建筑亦被焚毁。此后，学员营转战当时的佐治亚州首府米利奇维尔以期阻止联邦军主帅谢尔曼向大海进军，然而又遭失败。战后，学员营曾尝试重建军校未果，于1865年正式解散。
1961年，佐治亚陆军国民警卫队重建佐治亚军事学院作为该州的陆军军官候选学校，并将校址选定在同为玛丽埃塔市的多宾斯空军预备基地。

## 历史

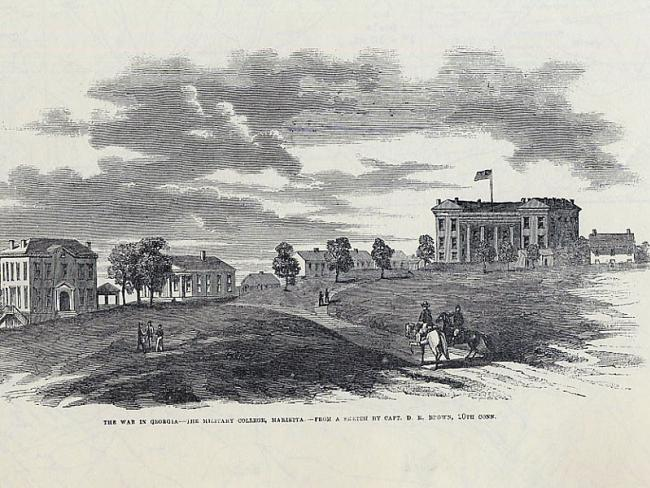
佐治亚军事学院

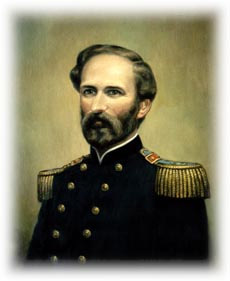
弗朗西斯·W·凯珀斯少校，时任佐治亚军事学院校长，率领学员营抵御联邦军队

佐治亚军事学院于1851年7月创校，目的本为培养工程师和教师。军校起初靠私人资金和捐款资助，1852年，经过州政府许可，佐治亚军事学院获得了火枪、剑、加农炮等武器作为教学使用。州政府还对该校加以资助，使得每年有十名学生在毕业后为佐治亚州从事工程与教育相关工作两年。尽管初期只有三位讲师和七名学生，佐治亚军事学院仍然在短期内吸引了大量佐治亚州富裕阶层的生源。在接下来的十几年间， 军校的学员数量始终在150至200之间来回浮动。
佐治亚军事学院的校园面积为110英亩，其中包括一个阅兵场、一栋教学楼、四座兵营，以及校长官邸。 像当时大多数位于美国南方的军校一样，佐治亚军事学院效仿西点军校课程与模式，同时还参考位于弗吉尼亚州的弗吉尼亚军事学院和南卡罗来纳州的要塞军校。 每年约有50％至75％的学员由于该校对体能以及和学业的严苛要求而离开。
1861年，南北战争爆发，佐治亚州加入美利坚联盟国。因为战争需求，大量青年加入到了新成立的邦联军队当中，军校教员也不得不帮助训练新兵，使得佐治亚军事学院的生源受到了威胁。时任校长弗朗西斯·W·凯珀斯为了军校能够生存下去，与州政府协商，将佐治亚军事学院作为州工程兵部队的总部，时任州长约瑟夫·E·布朗任命凯珀斯为这一部队的指挥官，并授以少校军衔。佐治亚军事学院的学员在战争之初仅承担葬礼、监狱卫兵、新兵教官等任务，并未直接参战。然而，到了1864年，战局急转直下，联邦军队在主帅谢尔曼的统领之下长驱直入南方腹地。作为应对，佐治亚州开始动员一切可以作战之壮丁来补充兵源。在这一背景下，佐治亚军事学院学员团被编组为邦联正规军的一个营，隶属于田纳西军团，参与了在查特胡奇河和亚特兰大等地阻击联邦军队的军事行动，然而邦联军队战败，联邦军火烧亚特兰大，佐治亚军事学院校园也在战争中被摧毁。
此后，学员营被调往当时佐治亚州首府米利奇维尔，作为当地民兵部队的一支驻防于此。他们参与了阻击谢尔曼向佐治亚海滨城市萨凡纳进军，但又未能成功，遂返回米利奇维尔一直驻守于此直至战争结束。战后，凯珀斯和佐治亚军事学院校友试图重建军校，结果因无法得到政府的财务支持而作罢。

## 复校
1961年，佐治亚陆军国民警卫队宣布重建佐治亚军事学院作为该州的军官候选学校。校址位于玛丽埃塔市的多宾斯空军预备基地。该基地为佐治亚陆军国民警卫队的总部，与原校址相距不远。佐治亚军事学院目前隶属于美国陆军第112步兵团（训练单位），该校的军官候选人（英語：Officer Candidate）毕业后将被授予少尉军衔，进入陆军国民警卫队任职。